# 伝染性膵臓壊死症
伝染性膵臓壊死症（でんせんせいすいぞうえししょう、英: infectious pancreatic necrosis;IPN）とはビルナウイルス科Aquabirnavirus属に属する伝染性膵臓壊死ウイルス感染を原因とするサケ科魚類の感染症。外部所見として回転運動、体色黒化、眼球突出、腹部膨満、内部所見、病理所見として、膵臓外分泌腺の崩壊壊死に起因する内臓諸臓器の壊死、腹水貯留。病魚の糞尿には大量のウイルスが含まれ水平感染の原因となる。垂直感染も知られている。白色糸状の糞を肛門から引きずる。予防には器具や人の手指の消毒、発生の見られた水槽の消毒が行われる。